# Zielenkowszczyzna
Zielenkowszczyzna (biał. Зеленкаўшчына; ros. Зеленковщина) – wieś na Białorusi, w obwodzie brzeskim, w rejonie żabineckim, w sielsowiecie Żabinka.
Dawniej majątek ziemski. W dwudziestoleciu międzywojennym folwark. Leżał w Polsce, w województwie poleskim, w powiecie kobryńskim.